# Zajezierce (gmina Podbrzezie)
Zajezierce (lit. Užuežerė; pol. hist. Zajezierze) – wieś na Litwie, w okręgu wileńskim, w rejonie wileńskim, w gminie Podbrzezie, nad jeziorem Mussa.

## Historia
W dwudziestoleciu międzywojennym folwark leżący w Polsce, w województwie wileńskim, w powiecie wileńsko-trockim, w gminie Podbrzezie. W 1931 miejscowość liczyła 25 mieszkańców, zamieszkałych w 1 budynku.
Po II wojnie światowej w granicach Związku Sowieckiego. Od 1991 na niepodległej Litwie.